# Caracal (pistola)
La Caracal es una pistola semiautomática diseñada por Wilhelm Bubits y fabricada por la firma Caracal International en Abu Dhabi. Es la pistola reglamentaria de las Fuerzas Armadas de los Emiratos Árabes Unidos.
Su apariencia se parece a la Steyr M9, otra pistola previamente diseñada por Wilhelm Bubits.

## Variantes
Ha habido tres variantes disponibles:
- Caracal F: variante básica de tamaño completo
- Caracal C: Variante compacta con longitud y altura reducida de la Caracal F. No está disponible desde 2015.
- Caracal SC: Variante subcompacta pensada para servir como arma primaria para profesionales del gobierno, o como un arma "back up"  secundaria. No está disponible desde 2015.

La única variante disponible actualmente es la pistola de tamaño completo en sus versiones Caracal Enhanced F (desde 2015) y Caracal Gen II (desde 2021).